# Sabino Arana Goiri

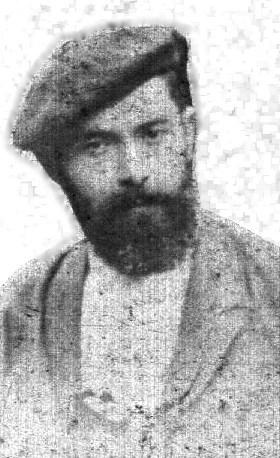
Sabino Arana, 1890

Sabino Arana Goiri, spanisch auch: (de) Arana y Goiri (* 26. Januar 1865 in Abando (Ortsteil von Bilbao); † 25. November 1903 in Sukarrieta), war ein spanischer Schriftsteller und Politiker baskischer Abstammung.

## Leben und Werk
Sabino Arana prägte den baskischen Begriff Euzkadi (für Baskenland) und wird zu den Begründern des radikalen baskischen Nationalismus gezählt. Seine Annahme einer besonderen baskischen Rasse wird heute noch in Teilen von den baskischen Nationalisten geteilt. Sie ist unter anderem von Paul Broca in ihren anthropologischen Grundlagen widerlegt worden.
Während der Karlistenkriege emigrierte seine Familie 1873 nach Bayonne im französischen Baskenland. 1876 kehrten sie nach Bizkaia zurück. Sabino Arana Goiri besuchte das Jesuitenkolleg in Orduña. Nach dem Tod des Vaters Santiago Arana zog die Mutter mit den Söhnen nach Barcelona. Nach dem Tod der Mutter kehrte Sabino Arana nach Bizkaia zurück. 1892 erschien sein Werk Bizcaya por su Independencia (deutsch: „Bizkaia für seine Unabhängigkeit“), am 31. Juli 1895 gründete er in Bilbao die Baskische Nationalistische Partei (spanisch: Partido Nacionalista Vasco, baskisch: Eusko Alderdi Jeltzalea). Diese trat 1898 bei Wahlen an.
1899 gründete er die Tageszeitung El Correo Vasco, von der 103 Ausgaben erschienen. Am Congreso Ortográfico de Hendaya im September 1901, einem der ersten Versuche, eine einheitliche baskische Sprache zu definieren, war er maßgeblich beteiligt. Auf dem nächsten Kongress im Jahre 1902 in Hondarribia wurde die Euskaltzaleen Biltzarra („Versammlung der baskischen Sprachpfleger“) gegründet und Sabino Arana zum Vizepräsidenten gewählt.
Sein poetisches Werk besteht u. a. aus 33 Gedichten und Liedern, darunter dem Text der Hymne das Baskenlandes, Eusko Abendaren Ereserkia. Als Journalist veröffentlichte er etwa 600 Artikel und 14 umfangreichere literarische und politische Werke. Er entwarf die heute von der Autonomen Region Baskenland verwendete „Flagge des Baskenlandes“.